# Keffenach
Keffenach (en alsacià Keffènach) és un municipi francès, situat a la regió del Gran Est, al departament del Baix Rin. L'any 1999 tenia 206 habitants.
Forma part del cantó de Wissembourg, del districte de Haguenau-Wissembourg i de la Comunitat de comunes de l'Outre-Forêt.

## Demografia
| 1962 | 1968 | 1975 | 1982 | 1990 | 1999 |
| ---- | ---- | ---- | ---- | ---- | ---- |
| 186  | 188  | 179  | 190  | 173  | 206  |

## Administració
| Període   | Identitat        | Partit |
| --------- | ---------------- | ------ |
| 2001-2008 | Claude Peter     |        |
| 2008-2014 | Alfred Schneider |        |
| 2014-2020 | Pascale Ludwig   |        |